# Unterseeboot 1210
L'Unterseeboot 1210 ou U-1210 est un sous-marin allemand (U-Boot) de type VIIC utilisé par la Kriegsmarine pendant la Seconde Guerre mondiale.
Le sous-marin est commandé le 2 avril 1942 à Danzig (Schichau-Werke), sa quille posée le 14 juillet 1943, il est lancé le 9 février 1944 et mis en service le 22 avril 1944, sous le commandement de l'Oberleutnant zur See Paul Gabert.
L'U-1210 ne coule, ni n'endommage de navire n'ayant pris part à aucune patrouille de guerre.
Il est coulé par l'Aviation américaine dans la baie d'Eckernförde en mai 1945.

## Conception
Unterseeboot type VII, l'U-1210 avait un déplacement de 769 tonnes en surface et 871 tonnes en plongée. Il avait une longueur totale de 67,10 m, un maître-bau de 6,20 m, une hauteur de 9,60 m, un tirant d'eau de 4,74 m et un tirant d'air de 4,86 m. Le sous-marin était propulsé par deux hélices de 1,23 m, deux moteurs diesel Germaniawerft M6V 40/46 de 6 cylindres en ligne de 1 400 ch à 470 tr/min, produisant un total de 2 060 à 2 350 kW en surface et de deux moteurs électriques Allgemeine Elektricitäts-Gesellschaft 460/8-276 de 375 ch à 295 tr/min, produisant un total 550 kW, en plongée. Le sous-marin avait une vitesse en surface de 17,7 nœuds (32,8 km/h) et une vitesse de 7,6 nœuds (14,1 km/h) en plongée. Immergé, il avait un rayon d'action de 93 nautiques (150 km) à 4 nœuds (7,4 km/h; 4,6 milles par heure) et pouvait atteindre une profondeur de 230 m. En surface son rayon d'action était de 9 426 nautiques (soit 15 170 km) à 10 nœuds (19 km/h).
L'U-1210 était équipé de cinq tubes lance-torpilles de 53,3 cm (quatre montés à l'avant et un à l'arrière) et embarquait quatorze torpilles. Il était équipé d'un canon de 8,8 cm SK C/35 (220 coups), d'un canon de 20 mm Flak C30 en affût antiaérien et d'un canon 37 mm Flak M/42 qui tire à 15 350 mètres avec une cadence théorique de 50 coups par minute. Il pouvait transporter 26 mines Torpedomine A ou 39 mines Torpedomine B. Son équipage comprenait 4 officiers et 44 à 56 sous-mariniers.

## Historique
Il effectue son temps d'entraînement initial à la 8. Unterseebootsflottille basé à Dantzig, puis il est affecté à la 5. Unterseebootsflottille à Kiel jusqu'à sa perte.
Étant toujours à l'instruction à la fin de la guerre, il n’a jamais pris part à une patrouille ni à un combat.
Le 3 mai 1945 à 6 h 0 du matin, il est coulé dans la baie d'Eckernförde (à proximité de la base sous-marine) à la position géographique 54° 28′ N, 9° 51′ E, par des chasseurs-bombardiers américains du XXIX Tactical Air Command (en).
Un sous-marinier des 55 membres d'équipage meurt dans cette attaque.

## Affectations
- 8. Unterseebootsflottille du 22 avril 1944 au 15 février 1945 (Période de formation).
- 5. Unterseebootsflottille du 16 février 1945 au 3 mai 1945 (Période de formation).

## Commandement
- Kapitänleutnant Paul Gabert du 22 avril 1944 au 3 mai 1945.